# Gol 3
Gol 3 (ang. Goal! 3) – ostatnia część trylogii Goal!, która została nakręcona na Mistrzostwach Świata w Niemczech w 2006 roku.

## Obsada
- Kuno Becker – Santiago Muñez
- Jonny Magallón
- Diego Delgado
- Dennis Jason Aguirre-Jacome
- Daniel James McCarthy
- Hidetoshi Nakata
- Cuauhtémoc Blanco
- Nery Castillo
- Rafael Márquez
- Guillermo Ochoa
- Andrés Guardado
- José Antonio Castro
- David Beckham
- Wayne Rooney
- Steven Gerrard
- Artur Fink
- Kasia Smutniak - Sophie Rossi
- Cristiano Ronaldo